# マッターホルン・ゴッタルド鉄道HGe4/4 I形電気機関車

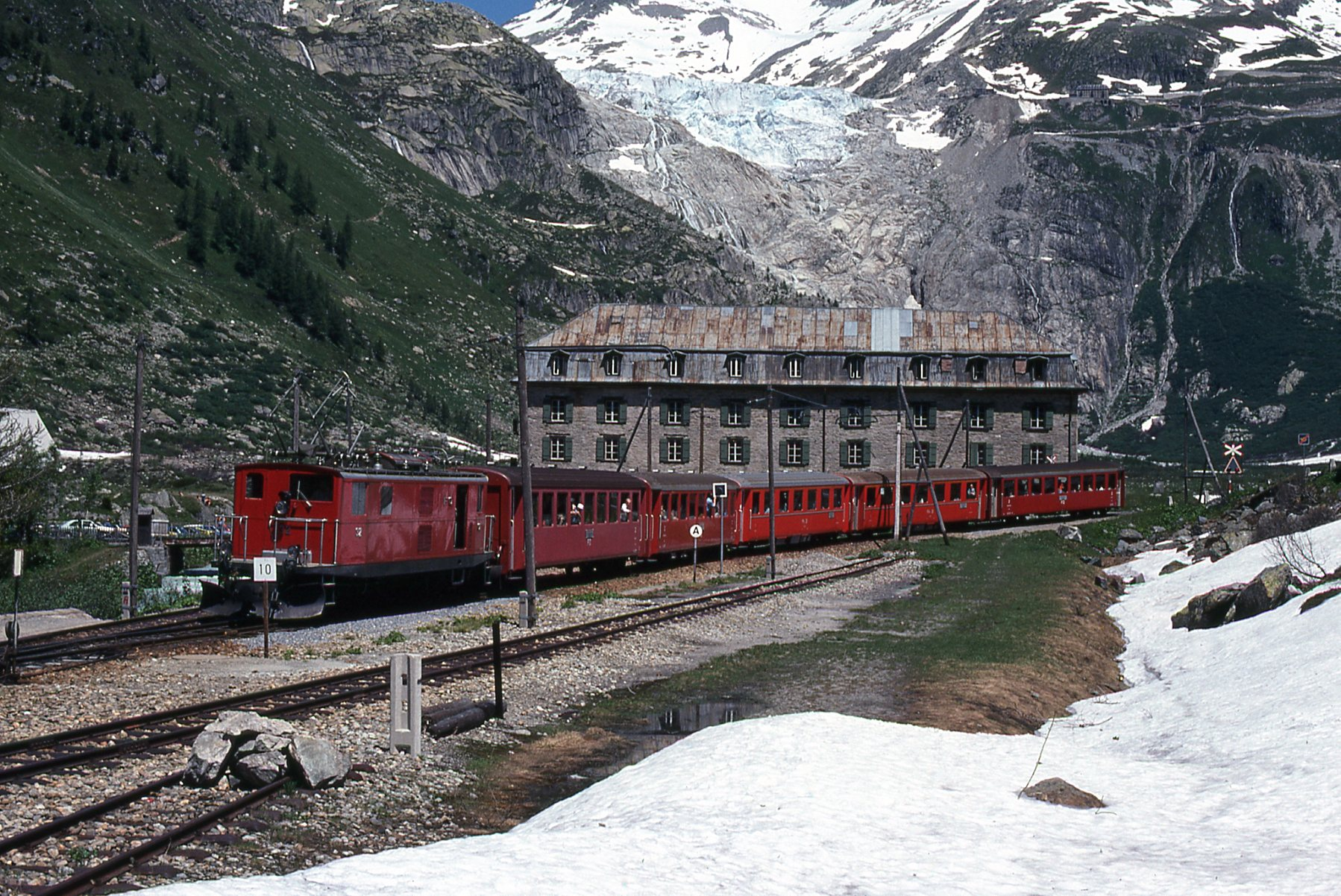
ローヌ川の源流であるローヌ氷河とHGe4/4^{I} 形が牽引する氷河急行、旧フルカ峠区間のグレッチ駅、1980年頃

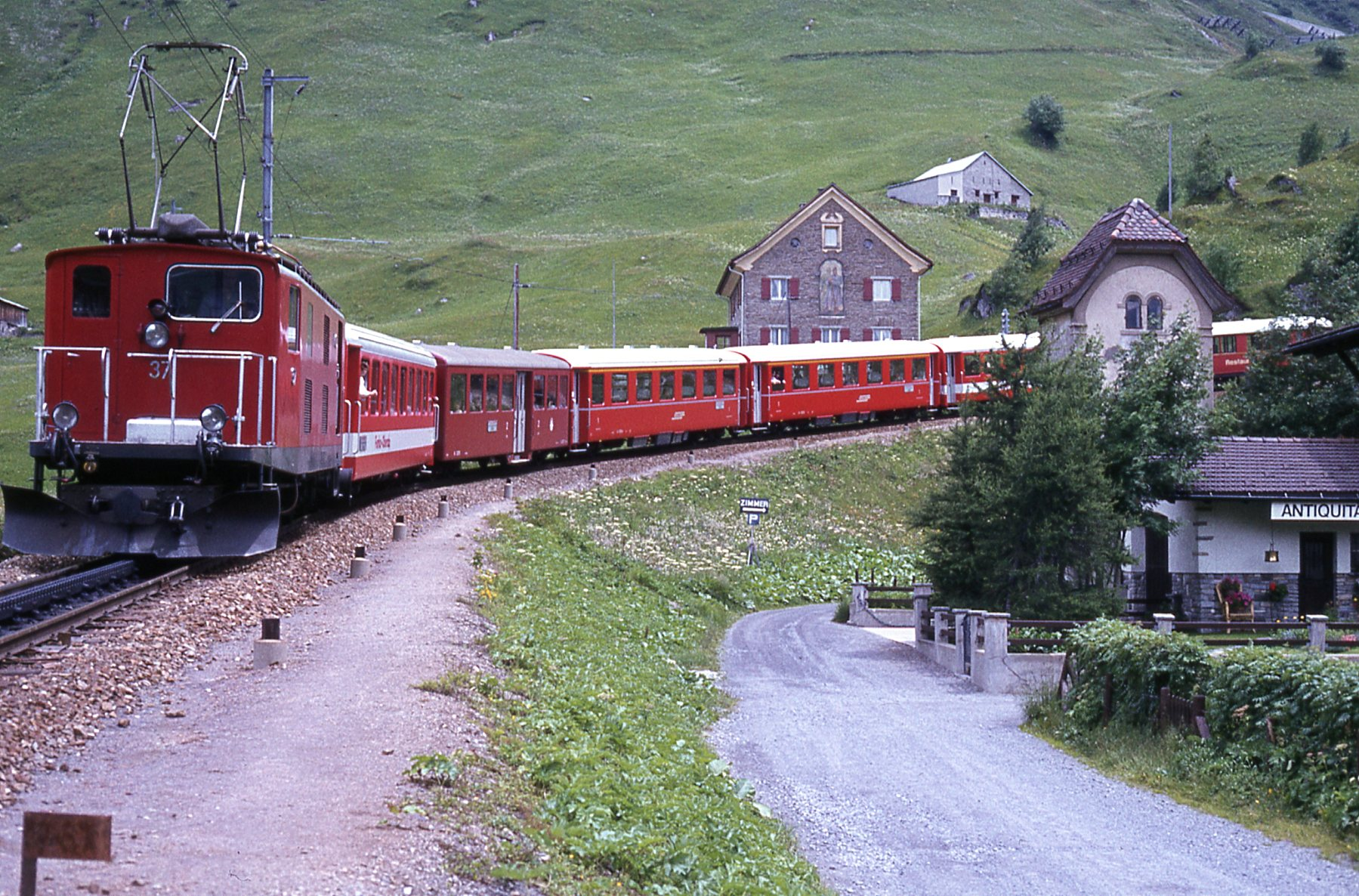
ラック区間で氷河急行を牽引するHGe4/4^{I} 37号機、アンデルマット付近、1980年頃

マッターホルン・ゴッタルド鉄道HGe4/4I形電気機関車（マッターホルン・ゴッタルドてつどうHGe4/4Iがたでんききかんしゃ）は、スイス南部の私鉄であるマッターホルン・ゴッタルド鉄道（Matterhorn-Gotthard-Bahn (MGB)）で使用されている山岳鉄道用ラック式電気機関車である。

## 概要
2003年にブリーク-フィスプ-ツェルマット鉄道と統合して マッターホルン・ゴッタルド鉄道となったフルカ・オーバーアルプ鉄道は、 路線の両端のディゼンティス/ミュスターとブリークで接続する同じ1000mm軌間のレーティッシュ鉄道およびブリーク-フィスプ-ツェルマット鉄道の前身であるフィスプ-ツェルマット鉄道 がいずれもAC11000V16 2/3Hzで1920-30年代までに電化がなされ、路線のほぼ中央のアンデルマットで接続する同じく1000mm軌間のシェレネン鉄道がDC1200V で電化されていたのに対して、1940年代まで蒸気機関車による運行が続いていた。しかし、第二次世界大戦による石炭の 価格高騰の影響によって同鉄道も電化されることとなり、両端で接続し、1930年からは夏期に氷河急行の客車の直通が行われていた両鉄道 と同じAC11000V16 2/3Hzでの電化が1940-42年に実施され、使用される機材としてBCFhe2/4形ラック式電車とともに用意されたラック式電気機関車が本形式であり、フィスプ-ツェルマット鉄道が1929-30年に導入したHGe4/4形の11-15号機をベースとして改良した機体となっている。
HGe4/4 11-15号機はフィスプ・ツェルマット鉄道の電化に際してSLMおよびMFOで製造されたラック式の電気機関車で、SLMの開発で当時普及が始まっていた、主電動機から粘着動輪と、その車軸にフリーではめ込まれたピニオンの双方に歯車で駆動力を振り分ける駆動装置を組み込んだコンパクトな台車を特徴としており、125パーミルの勾配で60tの列車を牽引可能な機体であった。フルカ・オーバーアルプ鉄道の電化に際してはこの機体をベースとして電気機関車が検討されていたが、1930年代のMFOによるケーススタディでは同機をベースに1時間定格出力496kWから736kWに増強した機体が検討されており、全長14100mm、自重58tで、固定軸距1050+1050mmの3軸台車を使用した車軸配置(A1Azz)(A1Azz)のもので、外観はHGe4/4 11-15号機と類似デザインでボンネットが片側2430mmから1200mmに短縮、車体を7500mmから9960mmに延長して電気機器の大型化に対応した電気機関車となっていた。その後、主変圧器の油冷化をはじめとした電機品の小型化により、HGe4/4 11-15形とほぼ同一の機体寸法および重量でより高出力の機体とすることが可能になり、まず1939年製に試作機として1時間定格出力736kWのフィスプ・ツェルマット鉄道HGe4/4 16号機が製造され、この機体を原形として、主に速度性能の向上のためにさらに出力増強をした機体がフルカ・オーバーアルプ鉄道に導入されることとなった。この機体はまず1939年10月にHGe4/4I 31-34号機が発注されて1940年に導入され、その後1943、48、56年に35-37号機がそれぞれ導入されている。なお、原形機からの主な変更点は以下の通りであり、HGe4/4形の11-15号機とも車体外観は大きく異なるものの、台車軸距や台車中心間距離は同一で全長や台車もほぼ同一の機体となっている。
- 主電動機等を変更し、1時間定格出力を736kWから911kWに、回転数を710rpmから960rpmに増強
- 駆動装置の歯車比を動輪6.23、ピニオン5.68から動輪6.31、ピニオン5.60に変更
- 上記2項目に伴い、1時間定格速度が20.0km/hから27.1km/hに、最高速度は粘着区間45km/hから55km/hへ、ラック区間25km/hから30km/hへ向上
- 同じく1時間定格牽引力を115.6kNから112.7kNへ変更
- 電機品の変更、出力増強に伴い、車体側面の冷却気導入口の配置を変更
- 車体、台車中心間距離、固定軸距等は同一であるが、全長を20mm延長

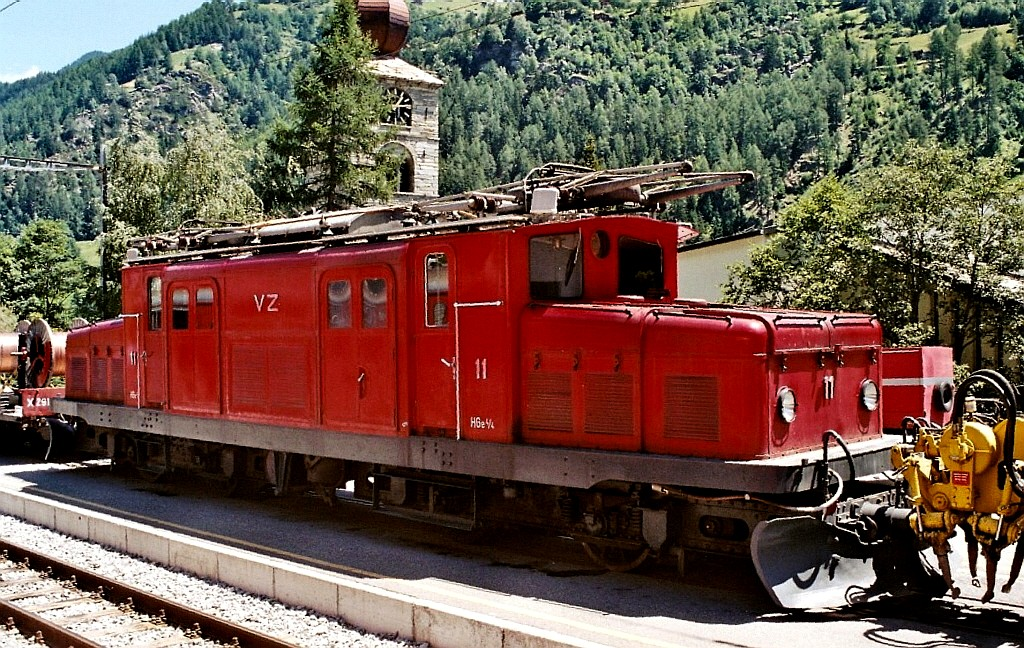
原形となったブリーク・フィスプ・ツェルマット鉄道のHGe4/4 11-15号機のうちの11号機、車体両端にボンネットを持つ形態、ザンクト・ニクラウス駅、2002年
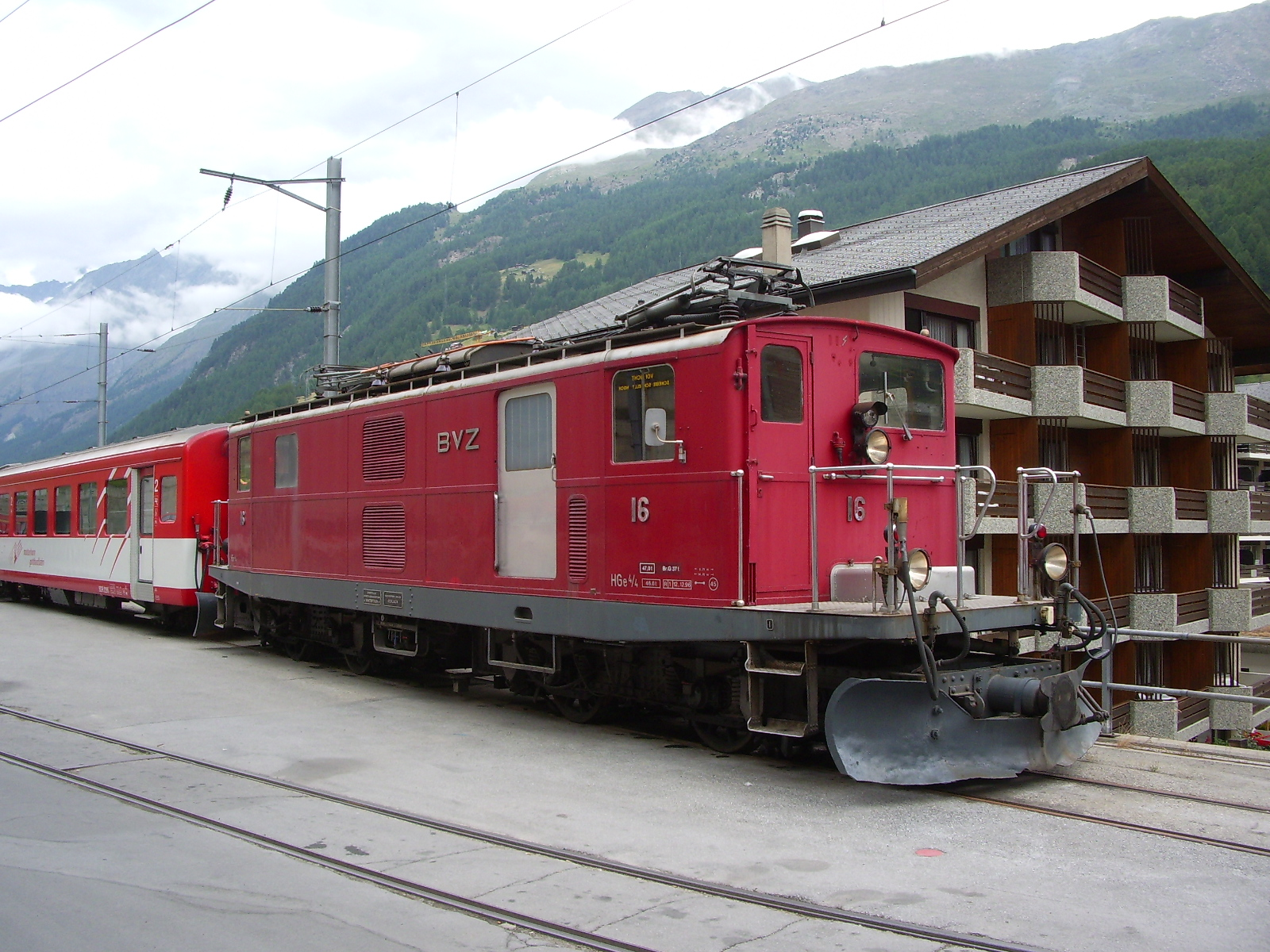
HGe4/4I形の試作機となったHGe4/4 16号機、HGe4/4I形とは側面のルーバーが一部異なる、シングルアーム式集電装置は後年の改造、ツェルマット駅、2006年
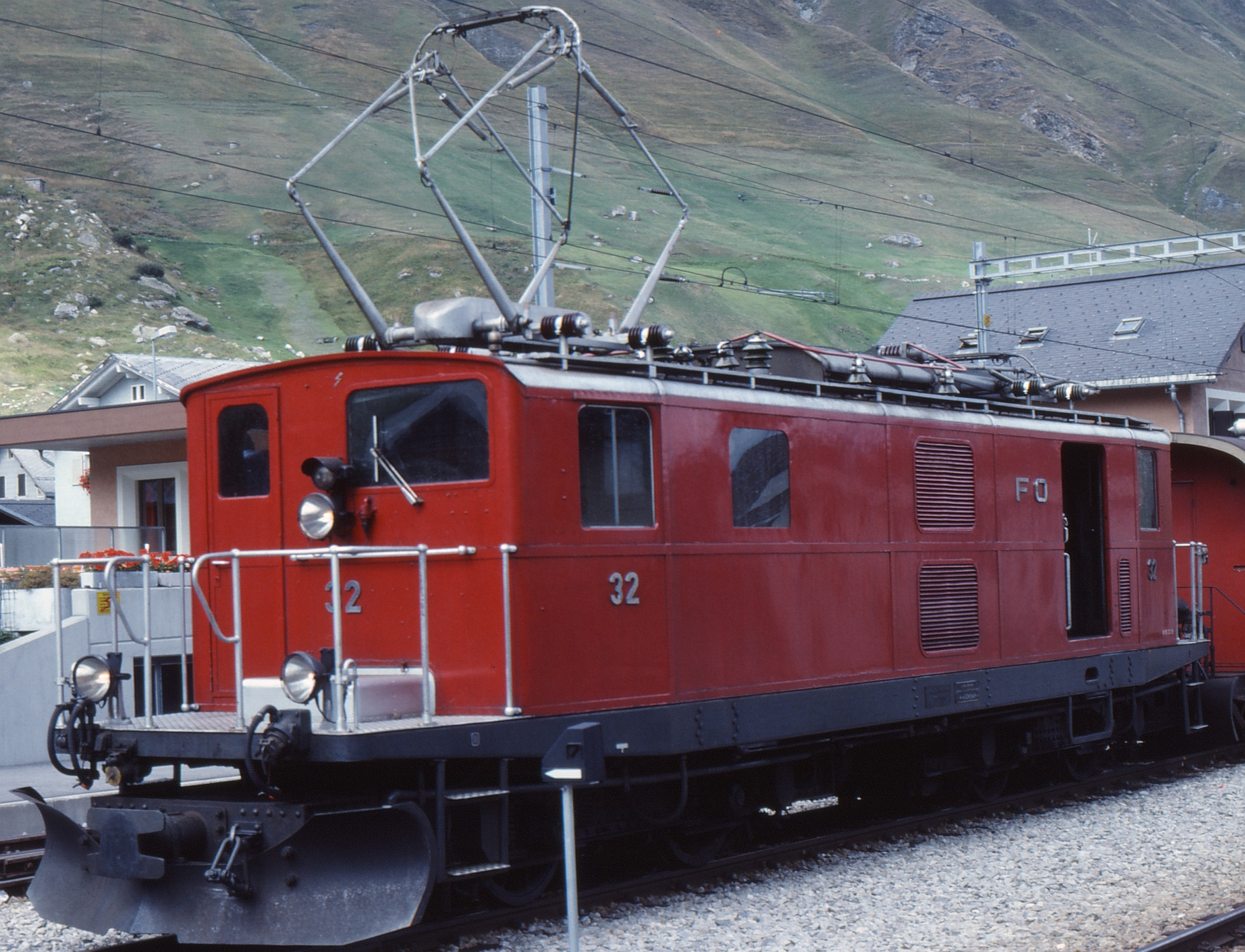
HGe4/4I 32号機、31-36号機は同一の形態、レアルプ駅、1983年
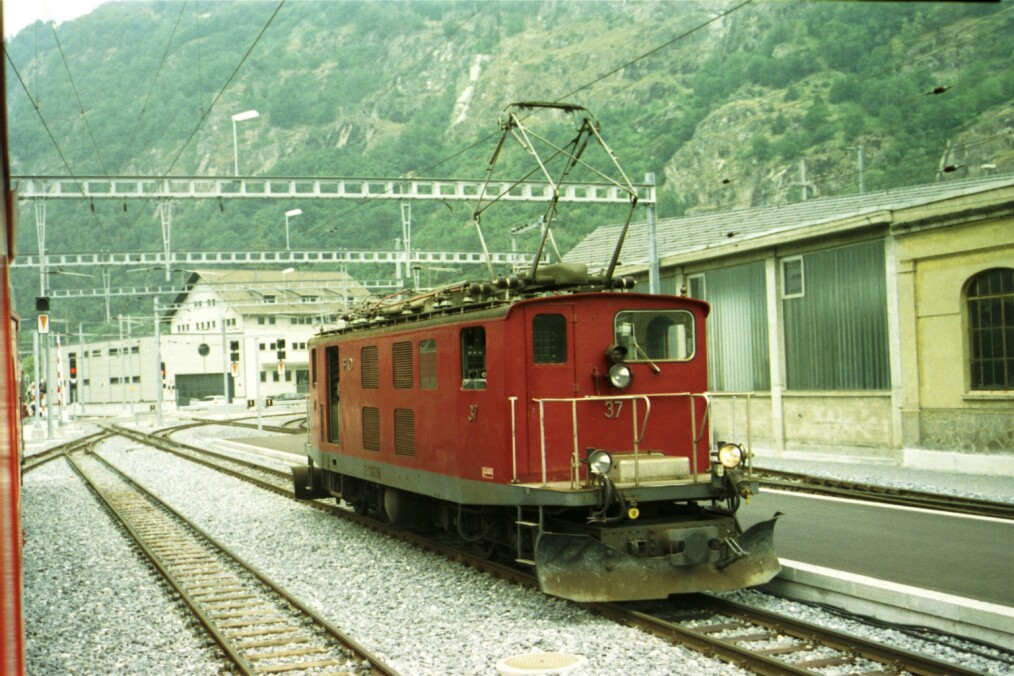
HGe4/4I 形のうち、車体側面の外観が異なる37号機、なお、正面窓は後年の改造、アンデルマット駅、1980年ころ

本形式は、原形機と同様車体、機械部分、台車の製造をSLM、電機部分、主電動機の製造をMFOが担当して、1940年から1956年にかけて31-37号機の7機が導入された、低圧タップ切換制御により1時間定格出力911kW、牽引力112.7kNを発揮して勾配110パーミルで100tの列車を牽引可能な中形機であり、原形機のものを改良した軸距2010mmの2軸ボギー台車内に2台の主電動機と2軸の動輪、ラック用のピニオンを組み込んだ台車を特徴としている。なお、本形式は製造当初はHGe4/4形と呼称されていたが、その後1985年にHGe4/4II形が導入された際に区別のためHGe4/4I形と呼称されるようになったものであるが、車体表記は”HGe4/4"のままとなっているほか、原形となったHGe4/4 11-15号機がクロコダイル (Das Elektrokrokodil) と呼称されるのに対し、本形式はデッキ付の外観からバルコニー機関車 (Die Balkonlokomotive) と呼称されることもある。また、本形式は1時間定格出力911kWで荷重2.0tの荷物室を備えており、同時期の1941年に製造されたスイス連邦鉄道Fhe4/6形は1時間定格出力970kWで荷重3.0tの荷物室を、その後増備されたDeh4/4 51-55形、Deh4/4 91-96形も同様に1時間定格出力1032kWで荷重1.5-2.5tの荷物室を備えるという類似の機体であるが、形式上は本形式機は電気機関車、その他の形式は荷物電車に分類されている。それぞれの機番とSLM製番、製造所、製造年、運用開始年（31-34号機）は下記のとおり。
- 31 - 3723 - SLM/MFO - 1940年 - 1941年1月31日
- 32 - 3724 - SLM/MFO -1940年 - 1941年2月19日
- 33 - 3725 - SLM/MFO -1940年 - 1941年3月31日
- 34 - 3726 - SLM/MFO -1940年 - 1941年
- 35 - 3807 - SLM/MFO -1943年
- 36 - 3975 - SLM/MFO -1948年
- 37 - 4150 - SLM/MFO -1956年

## 仕様

### 車体
- 車体は原形となったフィスプ-ツェルマット鉄道のHGe4/4 16号機とほぼ同一のもので、鋼材を組んだ台枠に当時電車等で普及し始めた軽量構造の車体を載せて両端部をデッキとした構成で、ベースとなったフィスプ-ツェルマット鉄道のHGe4/4 11-15号機の両端ボンネット付アルミニウム製車体から箱型、両端運転室付鋼製車体に変更となり、これによるスペース確保と搭載機器の小型化によって出力を増強しながら車体内の荷物室も面積3.8m2から5.5m2に拡大している。外観は角ばったデザインで、正面は左側に運転台窓を、右側端部に乗降扉を設置したもので、正面窓下部に丸型の前照灯と小型の標識灯を、デッキ端下部左右に丸型の前照灯を設置している。側面は運転室部よりデッキ部端梁までの端部側を左右内側に絞った形状で、車体側面には型帯が入り、荷物室の片引戸、機器室の明取り窓、主変圧器冷却油と主電動機の冷却気採入用のルーバーが設置されている。なお、1956年製の最終製造機である37号機は車体側面の型帯が無く平滑なものとなっており、他の機体と外観が異なっている。
- 屋根には車体内機器積降を考慮した一部取外し式で、中央部にはブレーキ用の抵抗器が、その前後には主回路保護用の高圧ヒューズ1基と菱形のパンタグラフ2基が設置されている。
- 車体内は両端部が長さ各1300mmの運転室、中央部前位側が長さ3020mmで面積5.5m2の荷物室、後位側が長さ4770mmで片側通路式の機器室となっており、機器室内には主変圧器およびその冷却用オイルポンプとオイルクーラー、主変圧器冷却油および主電動機、ブレーキ用抵抗器用の送風機、主制御器、電動発電機、電動空気圧縮機、電動真空ポンプ、直流36Vの蓄電池などが搭載されている。
- 運転室はフルカ・オーバーアルプ鉄道と接続するレーティッシュ鉄道の機関車とは異なり、スイス国鉄のAe4/6形以降の電気機関車と同じ左側運転台となっている[10]。運転台は当時標準的であった立って運転するスタイルの物で運転席は小型の丸椅子が設置されるのみとなっている。中央にはスイスやドイツで一般的な円形のハンドル式のマスターコントローラーが設置されており、これも当時標準の径の小さいものを水平に設置する形態となっている。また、運転台左側には縦軸式のブレーキハンドル2組、右側前面には手ブレーキハンドル、正面および左側壁面には計器およびスイッチ盤が配置されている。なお、運転両室側面の窓は下落とし式で、乗降扉は正面のみの設置で乗降はデッキを経由して行われる。
- 連結器は台車取付のねじ式連結器で緩衝器が中央、フック・リングがその左右にあるタイプで、その下部にはスノープラウが設置されているほか、台枠端梁には暖房引通し用の電気連結器とブレーキ用の連結ホースが設置されている。
- 塗装は、車体は濃赤色、台枠はダークグレーをベースとして、正面窓下部中央と側面運転室窓下部に機番の、荷物室脇に”FO”のそれぞれ切抜文字が入るものであり、荷物室扉および手すり類が銀色、屋根上および屋根上機器はライトグレーもしくは銀色、床下機器と台車はダークグレーである。なお、フルカ・オーバーアルプ鉄道では1989年に赤色をベースに白色帯を入れた新しい標準塗装を設定して他の機体に適用しているが、本形式には適用されておらずベースが濃赤色から若干明るい赤色に変更されたのみで、同様に2003年にマッターホルン・ゴッタルド鉄道が発足した際にも同鉄道の標準塗装が設定されているが、こちらも本形式には適用されていない。

### 走行機器
- 制御方式はベースとなったフィスプ-ツェルマット鉄道のHGe4/4形と同じ低圧タップ切換制御で、1台の制御装置で4台の主電動機を12段で制御する方式としており、主変圧器を冷却油を循環、空冷式とすることで原形機よりも機器の小型化と高出力化を図っており、HGe4/4形では736kWであった1時間定格出力が911kWと大幅に増強されている。なお、冷却方式は油冷式で冷却用のオイルポンプとオイルクーラーは車体内に設置されて、冷却風は側面の吸気口から吸入する。
- ブレーキ装置は主制御器と強制風冷式のブレーキ用抵抗器による16段の発電ブレーキおよび、自動空気ブレーキ、直通空気ブレーキ、手ブレーキ、列車用の真空ブレーキを装備する。基礎ブレーキ装置は動輪の踏面ブレーキのほか、ピニオンにバンドブレーキを併設しており、自動空気ブレーキはその双方に、直通空気ブレーキはピニオンのバンドブレーキに作用するものとなっている。
- 主電動機は1時間定格出力228kW、連続定格出力202kWのMFO製交流整流子電動機 を4台搭載し、1時間定格牽引力112.7kNの性能を発揮する。冷却はファンによる強制通風式で、冷却風は車体側面の吸気口から吸入する。冷却ファンは車体内中央に1基搭載されて、冷却風は4基の主電動機へ風洞で導かれるほか、冷却ファン用の電動機は主変圧器の冷却油用オイルクーラーの冷却ファンのものと共用となっている。
- 台車は原形となったHGe4/4形と同一設計のもので型鋼および鋼板のリベット組立式の板台枠、軸距2010mmのラック式台車で、軸箱支持方式は軸箱守式、牽引力伝達は心皿から台枠へ伝達される方式で軸バネはコイルバネと重ね板ばねとしているほか、各軸に砂撒き装置と砂箱が設置されている。また、ラック方式はラックレール2条のアプト式[11]で、バンドブレーキ用のドラムが併設されたピニオンは各動軸の中央にフリーで回転できるようにはめ込まれている
- 主電動機は軸距短縮のため台車枠の動輪の外側に吊掛式に装荷されており、主電動機からラックレールに異物等が介入した場合に主電動機を保護するための摩擦継手を介して1段減速して主電動機と動軸の間に設置された中間軸へ伝達され、そこから動軸および動軸にはめ込まれたピニオンへそれぞれ1段減速で伝達される。この方式は1900年代初頭から電車等で使用されてきた方式で、動輪のタイヤの摩耗状況によってピニオンと動輪の周速の差が出るはずであったが本形式クラスの出力の機体では実際の運用では特に問題とならなかった[12]。駆動装置の減速比は動輪のタイヤが1/2磨耗した時に動輪とピニオンの周速が一致するように設定されており、動輪が1:6.31、ピニオンは1:5.60となっている。

### 改造
- 製造後台車端下部のスノープラウの大型化、1961-66年には主回路ヒューズの真空遮断器への交換などの改良がなされている。
- 1941-45年には1940-45年製のXrot e 4931–4933形電気式ロータリー式除雪車[13]への駆動電力（交流）供給用の電気連結器を車体端部に設置している。なお、Xrot e 4931–4933形は1967年のHGm4/4形ディーゼル機関車の導入に伴い、1968年には同形式から供給される直流電源で駆動するよう改造されてHGe4/4I形との運用は終了しており、現在では本形式はディーゼル発電機を搭載したXrot m 4934形、Xrot m 4935形およびラッセル式除雪車と除雪列車を組成している。
- 1956年製で、他の機体と外観の一部異なっているHGe4/4I 37号機は1970年代に正面運転室窓をクロームメッキの金属枠の装飾付のゴム支持のものに改造している。
- フルカベーストンネルの開業を契機とした氷河急行の食堂車のフルカ・オーバーアルプ鉄道線内での営業開始に対応するため、1984年にHGe4/4I 31-33号機の荷物室内にAC300Vの暖房用引通線用の変圧器を搭載して、列車の暖房用引通線の電力を調理用に使用する食堂車の営業に伴う電力使用量増加に対応をしている。なお、この改造により荷物室は使用できなって重量が46.6tから48.6tに2.0t増加しているほか、1995年に31号機が廃車になった際には同機の変圧器を36号機へ移設している。

### 主要諸元
- 軌間：1000mm
- 電気方式：AC11kV 16.7Hz 架空線式
- 最大寸法：全長14120mm、全幅2720mm、全高3830mm（パンタグラフ折畳時）
- 軸配置：Bozz'Bozz'
- 軸距：2010mm
- 台車中心間距離：6710mm
- 動輪径：940mm
- ピニオン有効径：840mm（アプト式）
- 自重：46.6t（暖房引通用変圧器搭載機は48.6t）
- 荷重：2.0t（暖房引通用変圧器非搭載機のみ）
- 走行装置
  - 主制御装置：タップ切換制御
  - 主電動機：交流整流子電動機×4台
  - 減速比：6.31（動輪）、5.60（ピニオン）
- 定格出力：911kW（1時間定格、於27.1km/h）、810kW（連続定格、於28.3km/h）
- 牽引力：186kN（最大）、112.7kN（1時間定格）
- 牽引トン数：100t（110パーミル、ラック区間）、130t（90パーミル、ラック区間）、160t（25パーミル、粘着区間）
- 電気ブレーキトン数：53t（110パーミル、ラック区間）、90t（粘着区間）
- 最高速度
  - 粘着区間：55km/h
  - ラック区間：30km/h
- ブレーキ装置：発電ブレーキ、自動空気ブレーキ、直通空気ブレーキ、真空ブレーキ（列車用）、手ブレーキ

## 運行・廃車
- マッターホルン・ゴッタルド鉄道の旧フルカ・オーバーアルプ鉄道区間の本線では、氷河急行やその他ローカル列車の客車列車や貨物列車の牽引に使用されており、最急勾配110パーミルのオーバーヴァルト - セドルン間では2軸ボギー台車6両に相当する100tの列車を、同じく90パーミルのブリーク - オーバーヴァルト間およびセドルン - ディセンティス/ミュスター間では2軸ボギー台車8両に相当する130tの列車を牽引している。
- 旧フルカ・オーバーアルプ鉄道の本線は現在では全長96.9km、最急勾配110パーミル（粘着区間は67パーミル）標高671-2033mで旧ブリー ク・ フィスプ・ツェルマット鉄道およびBLS AG[14]のレッチュベルクトンネルおよびレッチュベルクベーストンネル方面、スイス国鉄のローザンヌ およびシンプロントンネル方面と接続するブリークから、レーティッシュ鉄道のクール方面に接続するディゼンティス/ミュスターを結ぶ路線である。なお沿線は豪雪地帯であり、アンデルマット - ディセンティス/ミュスター間は電化前の1940年まで冬季は運休しており、同じく旧フルカ峠越え区間は1982年のフルカベーストンネル開業まで10月半ばから翌6月初めまでの冬季はオーバーヴァルト - レアルプ間を運休していた。
- 一方、おなじく旧フルカ・オーバーアルプ鉄道のシェレネン線[15]は最急勾配179パーミルであったため、本形式は運用されておらず、1971年にDeh4/4 51-55形によるシャトルトレインが導入されるまでは、HGe2/2形電気機関車4機とABDeh2/4形電車1機とが牽引する列車で主に運行されていた。また、マッターホルン・ゴッタルド鉄道となった後も旧ブリーク-フィスプ-ツェルマット鉄道区間でも本形式は基本的には使用されていない。
- 本形式はまず最初に1941年1月にHGe4/4I 31号機がゲシェネン経由でフルカ・オーバーアルプ鉄道へ入線しており、1940年10月21日の電化後しばらくの間はフィスプ-ツェルマット鉄道のHGe4/4形や旧来のHG3/4形蒸気機関車で列車が運行されており、1次発注機最終のHGe4/4I 34号機がブリークに配属されるまでHGe4/4形の運行が継続されている。なお、本形式のうち35号機は1970年に事故により早期に廃車となっている。
- 1989年にHGe4/4II形の104-108号機が増備されると全機が予備として季節列車や事業用列車等の牽引用となったほか、1998年に開業したチェッパ信号場 - ルエラス間のセドルンゴッタルドベーストンネル建設基地専用線[16]からレーティッシュ鉄道へ連絡する不定期貨物列車の牽引に本形式が使用されていた。また、HGe4/4I 37号機が1992年の夏ダイヤでレーティッシュ鉄道へ貸し出されてイランツ - ウンターバッツ間のミネラルウォーター輸送用の貨物列車の牽引に使用されている。
- その後、1993年にはHGe4/4I 34号機と37号機がブリークの水害の被害などによって廃車となり、その後1995年にはHGe4/4I 31号機が廃車となっている。なお、HGe4/4I 37号機のパンタグラフはフルカ山岳蒸気鉄道[17]で動態保存計画中のHGe4/4 16号機（後述）のシングルアーム式パンタグラフから菱形パンタグラフへの復旧に流用されている。
- 現在ではHGe4/4I 32、33、36号機が事業用および歴史的機関車として残存してブリーク、アンデルマット、ディセンティス/ミュスターに配置されている。ブリークの機体はブリーク付近のグリーサーグルンドの車両基地の入換用、アンデルマットの機体はアンデルマット構内および車両基地での入換用および予備機として、ディセンティス/ミュスターの機体は予備機および冬季の除雪用[18]としてそれぞれ使用されているほか、旧型客車による観光用の列車の牽引等にも使用されている。各機体の廃車年は以下の通り。
  - 31 - 1995年故障により廃車、2004年解体
  - 32 - 運用中
  - 33 - 運用中
  - 34 - 1993年ブリークの水害被害により廃車、2004年解体、台車は予備として残存
  - 35 - 1970年事故により廃車、同年解体
  - 36 - 運用中
  - 37 - 1992年にレーティッシュ鉄道へ貸出し後、1993年廃車、2007年解体

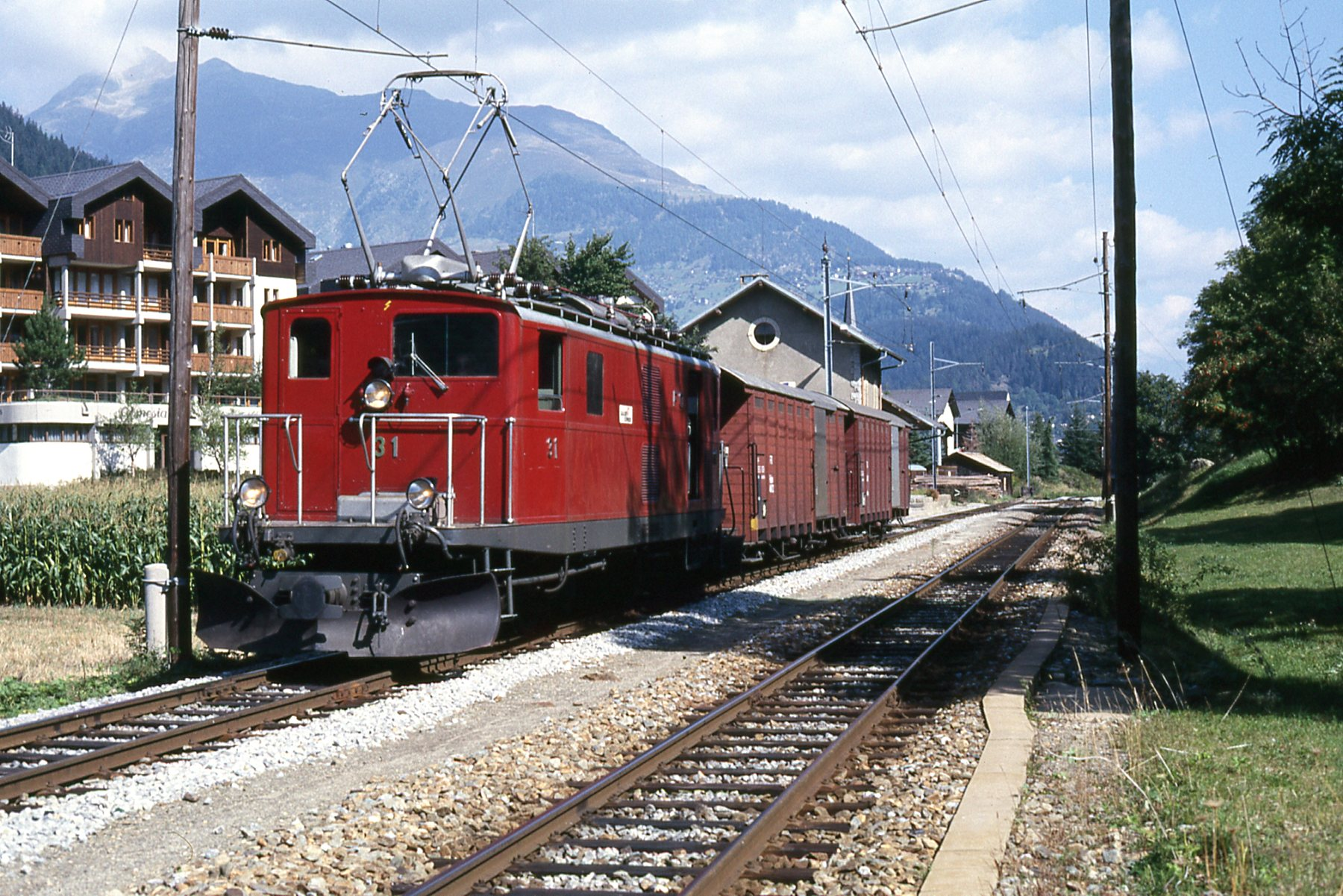
HGe4/4I 31号機が牽引する貨物列車、1980年代
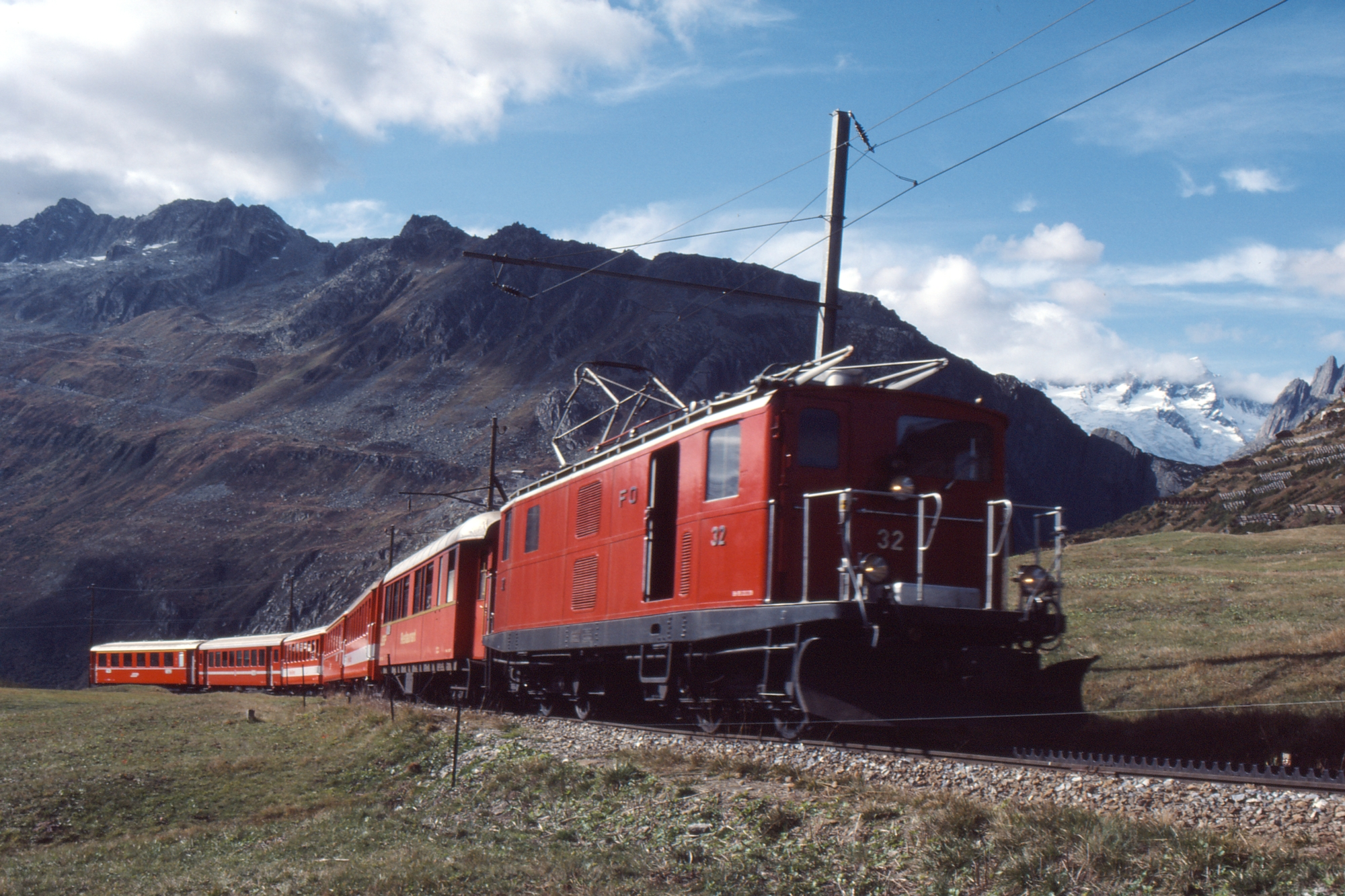
HGe4/4I 32号機が牽引する1980年代の 氷河急行
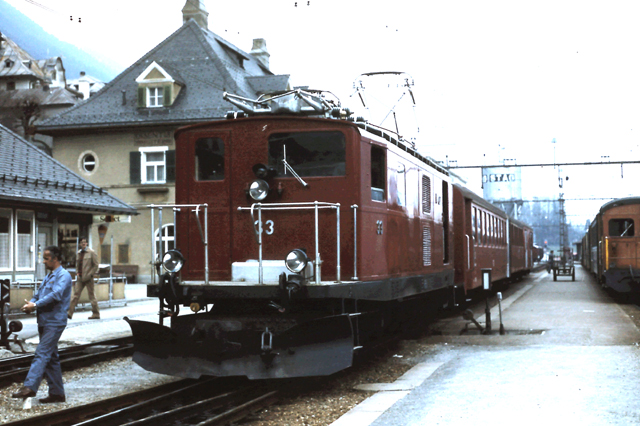
HGe4/4I 33号機が牽引するローカル列車、アンデルマット駅、1980年
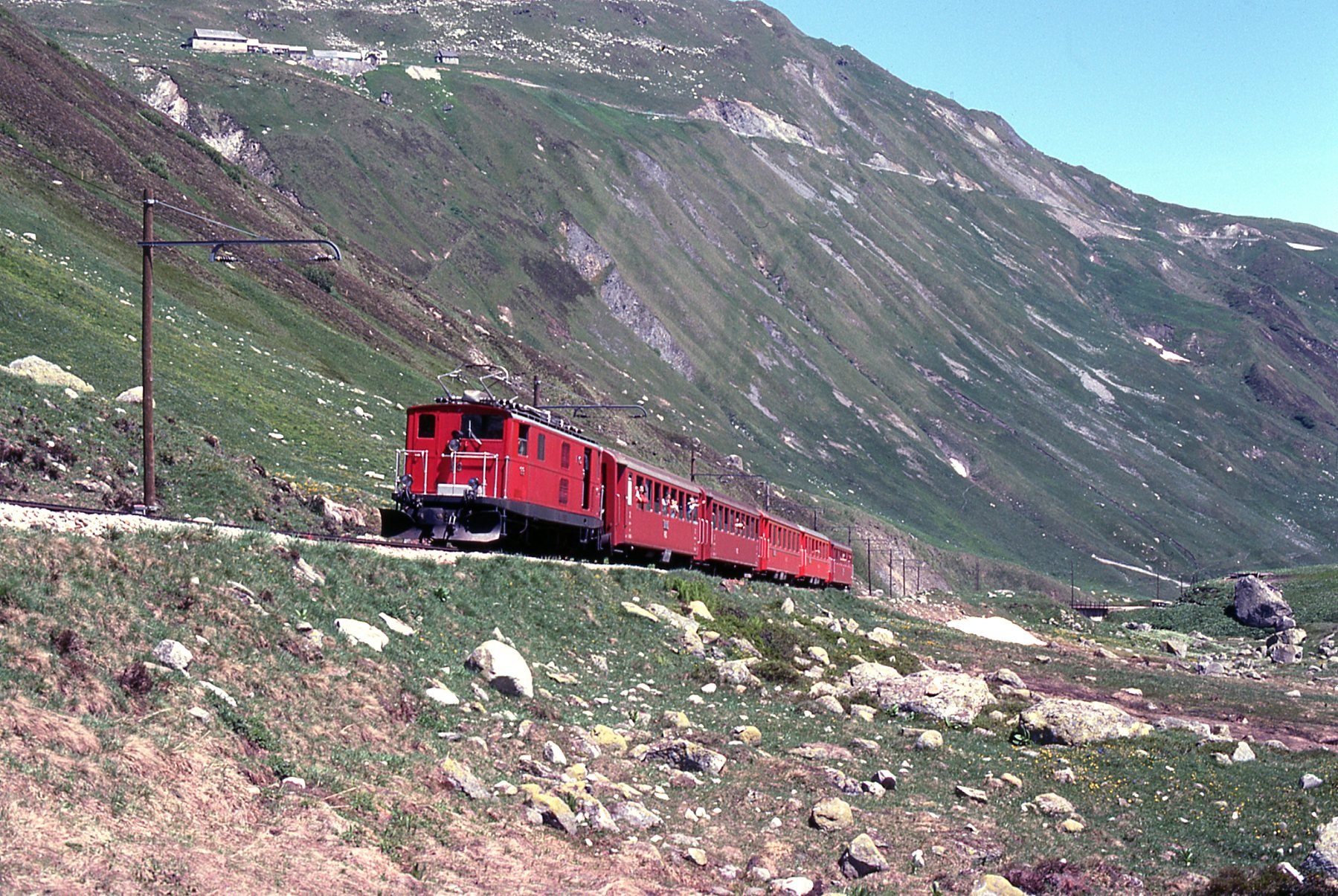
HGe4/4I 33号機が牽引する列車、客車はフルカ・オーバーアルプ鉄道車とレーティッシュ鉄道車の混成、1980年頃
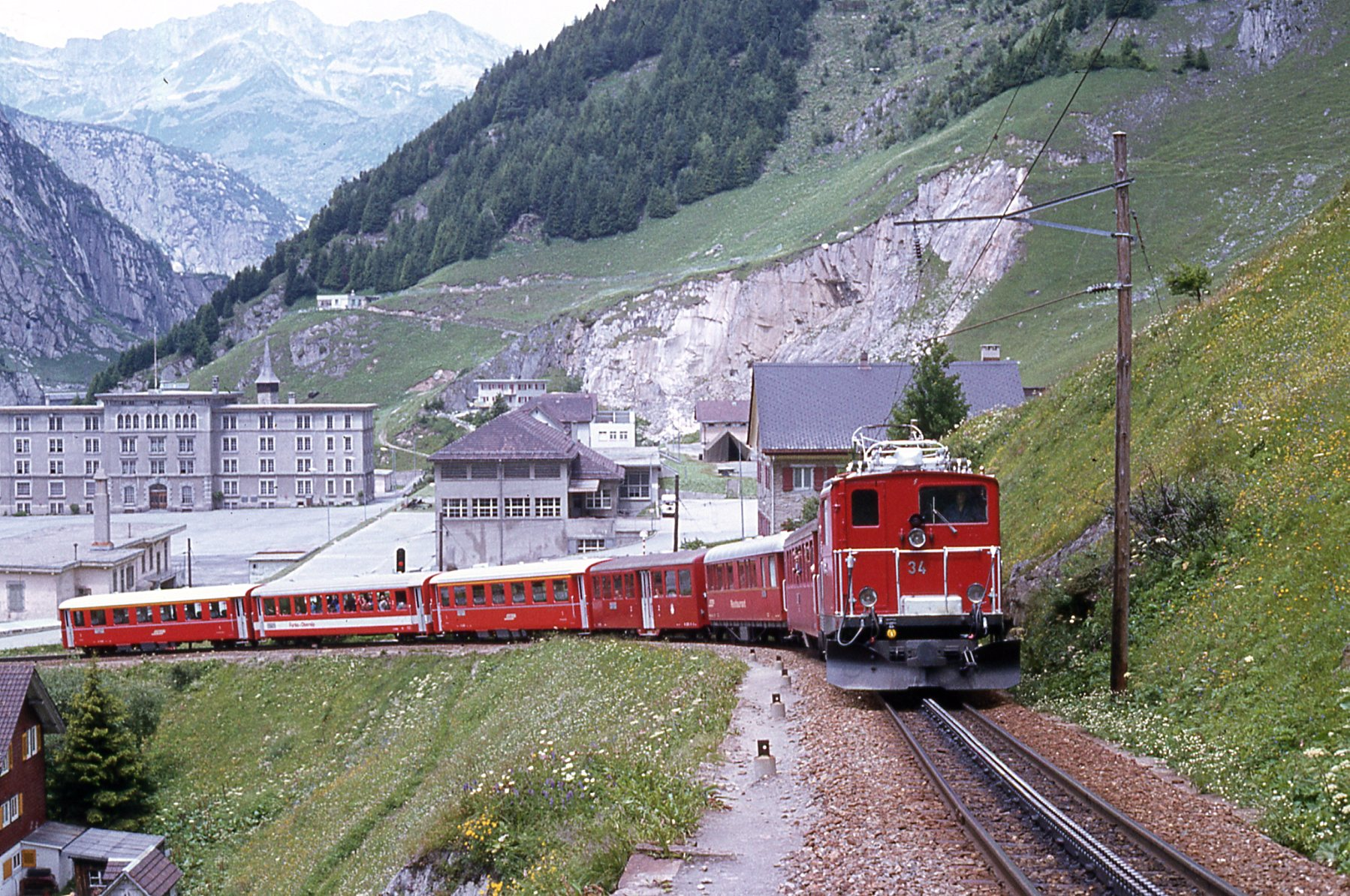
HGe4/4I 34号機が牽引する1980年代の氷河急行、機関車の次位2両目はレーティッシュ鉄道の食堂車
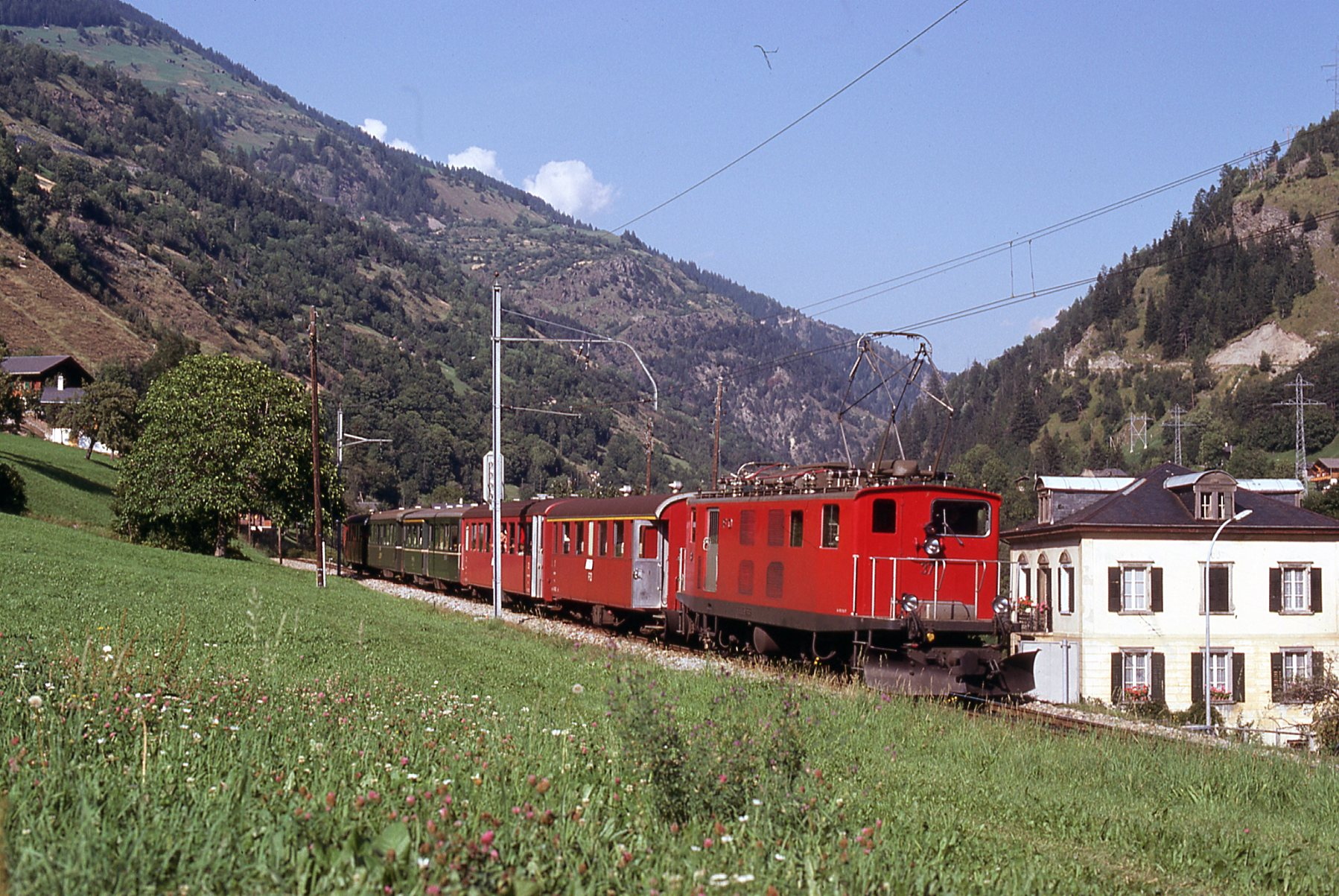
HGe4/4I 37号機が牽引する列車、客車は直通する各車の混成、1980年頃

## 同形機

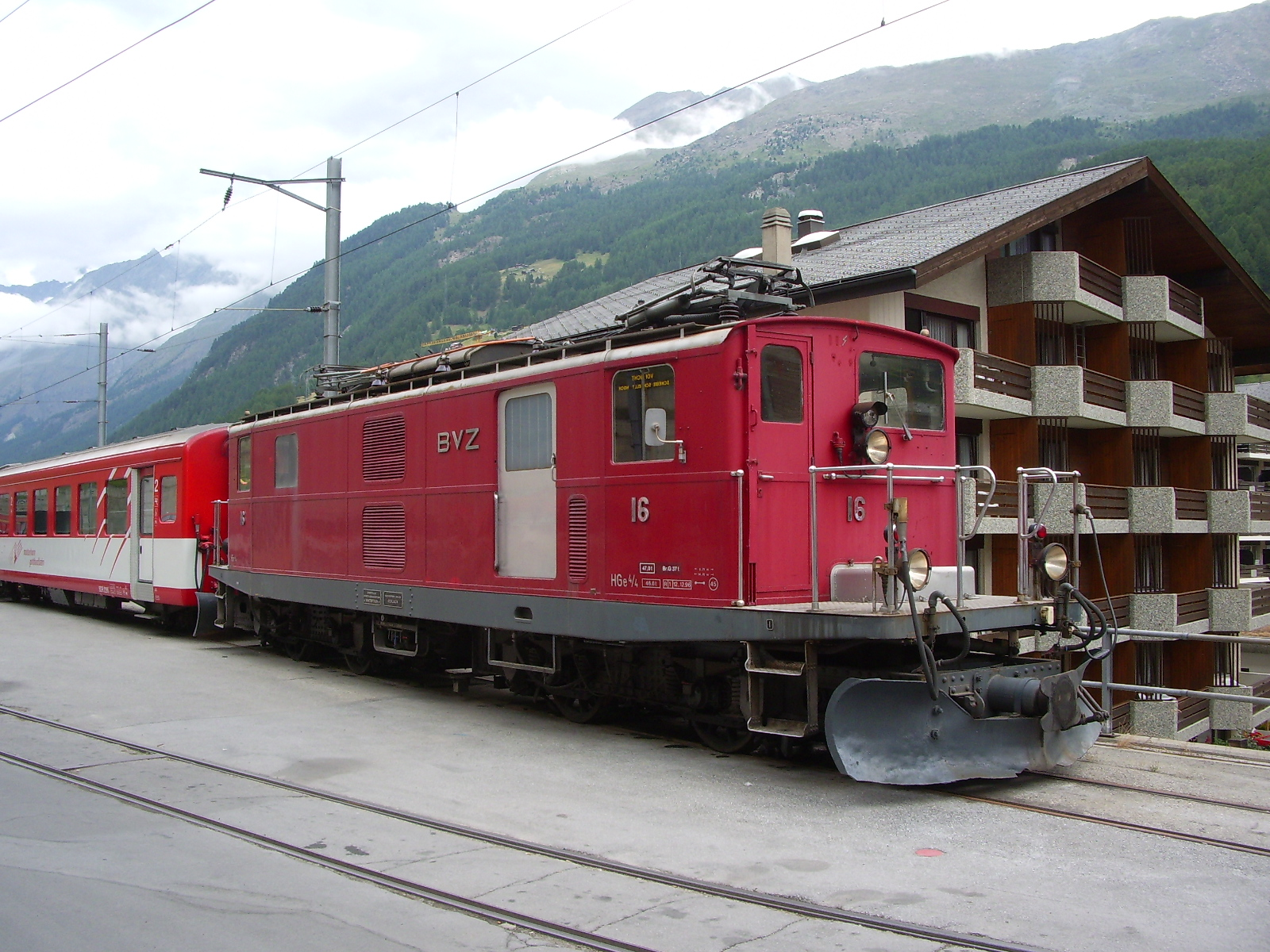
HGe4/4^{I}形の試作機である旧ブリーク・フィスプ・ツェルマット鉄道のHGe4/4 16号機

- フィスプ-ツェルマット鉄道がHGe4/4形11-15号機の改良増備形で、フルカ・オーバーアルプ鉄道のHGe4/4I形の試作機として発注し、1939年にSLM（製番3677）とMFOで製造された機体である。
- 前述の通り、フルカ・オーバーアルプ鉄道のHGe4/4I形と比較して、全長が20mm短い14100mmである、台車および駆動装置がHGe4/4 11-15号機と同一で、動輪径および歯車比も異なっているため最高速度が粘着区間45km/h、ラック区間25km/hと低い、1時間定格出力が736kWであるなどの差異があるが、車体、台車等などはほぼ同一の機体となっている。
- 本機は1951年に事故で大破したため、SLMで製番4087で復旧工事がなされており、現在の機体のSLM製造銘板は新製時のものではなくこの復旧時のものとなっている。また、1977年にHGe4/4 11-15号機とともに台車などの更新を行って減速比が動輪6.23、ピニオン5.68からフルカ・オーバーアルプ鉄道のHGe4/4I形と同じ動輪6.31、ピニオン5.60に変更となり、1982年には集電装置が菱型のパンタグラフからシングルアーム式パンタグラフに変更となっている。また、1987年には自動車の乗り入れができないツェルマットと観光客用大駐車場のあるテッシュ間をABDeh6/6形が牽引するシャトルトレイン用の予備機として所要の小改造を実施している。
- ブリーク-フィスプ-ツェルマット鉄道の全線で使用されており、氷河急行の牽引にも使用されている。同線は全長44.0km、最急勾配125パーミル（粘着区間は27パーミル）標高651-1605mで旧フルカ・オーバーアルプ鉄道およびBLS AGのブリークから、同じく BLS AGのレッチュベルクベーストンネル方面、スイス国鉄のローザンヌ方面と接続するフィスプまでスイス国鉄と並行し、そこからローヌ川の支 流のフィスパ川に沿って遡り、ゴルナーグラート鉄道[19]の ゴルナーグラート方面に接続するツェルマットに至る路線となっている。
- 本機は2007年に廃車後、フルカベーストンネル開業により廃線となったフルカ峠越えのレアルプ - オーバーヴァルト間を1992年から2010年にかけてレアルプ側から順次非電化で夏季運行の観光鉄道として復活させたフルカ山岳鉄道に譲渡されて保管されている。同鉄道は非電化であるが、本機は動態保存に向けて電気式ディーゼル機関車化改造も含めた検討がなされている。